# Pes específic
El pes específic és el pes per unitat de volum de substància; es representa amb la lletra grega γ.
{\displaystyle \gamma =\rho g}
essent
- {\displaystyle \gamma } el pes específic del material en N/m3
- {\displaystyle \rho } la densitat del material en kg/m³
- g l'acceleració de la gravetat en m/s²

Les unitats de mesura del pes específic en altres sistemes de mesura diferents del Sistema Internacional són les següents:
- Sistema CGS: dyn/cm³
- Sistema tècnic: Kp/m³
- Sistema anglosaxó d'unitats: lbf/ft3